# PDM (equip ciclista)
El PDM va ser un equip ciclista neerlandès en carretera que va existir entre 1986 i 1992. El seu principal patrocinador era Philips Dupont Magnetics, una empresa nascuda de la unió entre Philips i DuPont.

## Història
Roy Schuiten fou el primer mànager general, mentre Jan Gisbers fou el primer director esportiu. L'any següent Gisbers va assumir la direcció esportiva, càrrec que ocupà fins al 1992. Gisbers fou acompanyat per Piet van der Kruijs i Ferdi van den Haute.
Els principals èxits esportius de l'equip els aconseguí en les clàssiques, alhora que situà a Pedro Delgado en la segona posició del Tour de França de 1987 i a Steven Rooks en el de 1988. El 1990 Erik Breukink acabà el Tour en tercera posició. L'equip guanyà la classificació per equips en 1988 i 1989.
Durant el Tour de França de 1991 es va produir el 'cas Intralipid', sota la responsabilitat de Wim Sanders. Una mala conservació i manipulació d'aquest complement alimentari va provocar la intoxicació, i consegüent abandonament de tot l'equip, disparant els rumors i les sospites respecte a l'equip. Si bé la substància en qüestió no es trobava en la llista de substàncies dopants, el seu possible ús com a substància emmascarant va donar molt a parlar.
L'equip va continuar en el panorama ciclista un any més, després de les quals el promotor va vendre l'equip a Festina.

## Principals corredors
En aquest equip hi van córrer ciclistes com Gerrie Knetemann, Steven Rooks, Gert-Jan Theunisse, Adrie van der Poel, Erik Breukink, Maarten den Bakker, Jean-Paul van Poppel, Greg LeMond, Seán Kelly, Peter Van Petegem, Pedro Delgado o Raúl Alcalá.

## Principals resultats

### Clàssiques
- Amstel Gold Race: 1986 (Steven Rooks)
- Clàssica de Sant Sebastià: 1988 (Gert-Jan Theunisse) i 1992 (Raúl Alcalá)
- Lieja-Bastogne-Lieja: 1988 (Adri van der Poel) i 1989 (Seán Kelly)
- Giro de Llombardia: 1991 (Seán Kelly)

### Curses per etapes
- Volta a Suïssa: 1990 (Seán Kelly)

### Grans Voltes
- Tour de França
  - 7 participacions (1986, 1987, 1988, 1989, 1990, 1991, 1992)
  - 13 victòria d'etapa: 
    - 1 el 1986: Pedro Delgado
    - 2 el 1987: Pedro Delgado, Adri van der Poel
    - 2 el 1988: Adri van der Poel, Steven Rooks
    - 4 el 1989: Raúl Alcalá, Martin Earley, Gert-Jan Theunisse, Steven Rooks
    - 3 el 1990: Erik Breukink (2), Raúl Alcalá
    - 1 el 1991: Jean-Paul Van Poppel

  - 7 classificacions secundàries
    - Classificació per equips (1): 1989
    - Classificació per punts (1): 1989 (Sean Kelly)
    - Classificació de la muntanya (2): 1988 (Steven Rooks), 1989 (Gert-Jan Theunisse)
    - Classificació de la combinada (2): 1988 i 1989 (Steven Rooks)
    - Classificació dels esprints intermedis (1): 1989 (Sean Kelly)
- Giro d'Itàlia
  - 1 participació (1988)
- Volta a Espanya
  - 5 participacions (1986, 1987, 1990, 1991, 1992)
  - 13 victòria d'etapa: 
    - 4 el 1990: Uwe Raab (3), Atle Pedersen
    - 5 el 1991: Jean-Paul van Poppel (4), Uwe Raab
    - 4 el 1992: Jean-Paul van Poppel (2), Erik Breukink, Tom Cordes

  - 2 classificacions secundàries
    - Classificació per punts (2): 1990 i 1991 (Uwe Raab)

### Campionats nacionals
- Campionat d'Alemanya en ruta: 1991 (Falk Boden)
- Campionat dels Països Baixos en ruta: 1987 (Adrie van der Poel)
- Campionat de Suïssa en ruta: 1987 (Jörg Müller)

### Campionats del món
- Campionat del món en ruta: Rudy Dhaenens (1990)